# Eureka (California)
Eureka è un comune (city) degli Stati Uniti d'America e capoluogo della contea di Humboldt nello Stato della California. La popolazione era di 27.191 persone al censimento del 2010. La città si trova lungo l'U.S. Route 101 sulle rive della baia di Humboldt, 270 miglia (430 km) a nord di San Francisco e 100 miglia (160 km) a sud dal confine con l'Oregon.
La città si trova nelle vicinanze del Parco nazionale di Redwood, celebre per ospitare sequoie fra le più alte al mondo (Sequoiadendron giganteum) ed altri ecosistemi protetti che si estendono fra l'altro per 60 km di coste incontaminate.
Eureka è la più grande città costiera tra San Francisco e Portland, in Oregon, e la città più occidentale di oltre 25.000 residenti nei 48 stati contigui. La vicinanza al mare fa sì che la città abbia un clima estremamente marittimo con differenze di temperatura annue molto contenute e stagioni definite principalmente da inverni piovosi ed estati secche, mentre le zone interne vicine sono molto più calde in estate. È il centro regionale per il governo, l'assistenza sanitaria, il commercio e le arti sulla costa settentrionale a nord della Baia di San Francisco. Greater Eureka, uno dei principali porti di pesca commerciale della California, è la posizione del più grande porto di acque profonde tra San Francisco e Coos Bay, un tratto di circa 500 miglia (805 km).
La sede della Six Rivers National Forest e del North Coast Redwoods District del California State Parks System si trova a Eureka. Come punto di riferimento per centinaia di segherie che un tempo esistevano nella zona, la città ha svolto un ruolo di primo piano nello storico commercio di legname della costa occidentale. L'intera città è un punto di riferimento storico dello Stato, che ha centinaia di importanti case vittoriane, tra cui la Carson Mansion, riconosciuta a livello nazionale, e la città ha mantenuto il suo nucleo commerciale originale del XIX secolo come distretto storico della città vecchia, riconosciuto a livello nazionale. Eureka ospita lo zoo più antico della California, il Sequoia Park Zoo.

## Storia
Eureka costituisce il punto di riferimento economico e culturale dell'estremo nord californiano. Fondata solo nel 1850 sulla Baia di Humboldt, fu porto e avamposto minerario di certa importanza per le vicine miniere d'oro. Precedentemente la zona era popolata solamente da tribù indigene (indiani Wiyot), vittime di un sanguinoso massacro avvenuto nel 1860.
Deviando la sua crescita economica dall'oro al legname, la città rimase culturalmente isolata per via della svantaggiosa collocazione geografica, fino al 1914, anno in cui fu collegata tramite una linea ferroviaria al resto della California; successivamente, nel 1922, fu costruita anche una strada di grande comunicazione. In tale periodo la comunità conobbe un notevole incremento demografico.
Proclamandosi come The Queen City of Ultimate West, la città ha saputo valorizzare con orgoglio il suo isolamento, divenendo così anche meta turistica. Nonostante la seria ferita dovuta all'affievolimento del commercio del legname e della pesca nel dopoguerra, si è mantenuta vivace centro economico e culturale. Sempre in ragione della sua posizione geografica al centro di un territorio impervio, scarsamente popolato ed economicamente non più attraente, è sfuggita al massiccio rinnovo urbanistico della seconda metà del XX secolo, circostanza che le è valsa la conservazione di felici episodi di architettura vittoriana ancora conservati sia fra gli edifici pubblici sia fra le abitazioni.

### Nativi americani
Il popolo Wiyot ha vissuto a Jaroujiji (Wiyot: "dove ti siedi e riposi"), ora conosciuta come Eureka, per migliaia di anni prima dell'arrivo degli europei. Sono le persone più a sud-ovest la cui lingua ha radici algiche. La loro patria costiera tradizionale variava dal basso fiume Mad attraverso la baia di Humboldt e a sud lungo il bacino inferiore del fiume Eel. I Wiyot sono particolarmente noti per la loro gestione dei vimini e della pesca. Una vasta collezione di intricati cesti dei gruppi indigeni della zona esiste nel Museo storico di Clarke nel centro storico di Eureka.
A partire dal 2013, Eureka High School ha il più grande programma di lingua yurok in California.

### Fondazione sulla baia di Humboldt
Per quasi 300 anni dopo il 1579, l'esplorazione europea della costa di quella che sarebbe diventata la California settentrionale ha ripetutamente mancato di localizzare definitivamente la baia di Humboldt a causa di una combinazione di caratteristiche geografiche e condizioni meteorologiche che nascondevano alla vista lo stretto ingresso della baia. Nonostante un avvistamento ben documentato del 1806 da parte di esploratori russi, la baia non fu definitivamente conosciuta dagli europei fino a quando un'esplorazione terrestre del 1849 fornì un resoconto affidabile della posizione esatta di quella che è la seconda baia più grande della California. I tempi di questa scoperta portarono il 13 maggio 1850 alla fondazione dell'insediamento di Eureka sulla sua costa da parte dell'Unione e delle società di esplorazione (sviluppo) di Mendocino.

### Era della corsa all'oro
Dopo la primaria corsa all'oro della California nelle Sierras, Humboldt Bay fu fondata con l'intento di fornire una comoda alternativa alla lunga rotta via terra da Sacramento per rifornire i minatori sui fiumi Trinity, Klamath e Salmon dove era stato scoperto l'oro. Sebbene la posizione ideale sulla baia di Humboldt adiacente ai canali di navigazione naturalmente più profondi alla fine garantisse lo sviluppo di Eureka come città principale della baia, la vicinanza di Arcata allo sviluppo di linee di rifornimento per le miniere d'oro interne assicurò la supremazia su Eureka fino al 1856.
"Eureka" ha ricevuto il suo nome da una parola greca che significa "l'ho trovato!" Questa esuberante dichiarazione di minatori di successo (o di speranza) della corsa all'oro è anche il motto ufficiale dello Stato della California. Eureka è l'unica località degli Stati Uniti a utilizzare lo stesso sigillo dello stato per il suo sigillo.

### Il massacro di Wiyot
I primi europei che si avventurarono nella baia di Humboldt incontrarono gli indigeni Wiyot. Dopo il 1850, gli americani alla fine hanno sopraffatto il Wiyot, la cui popolazione massima prima degli europei era di centinaia nell'area di quella che sarebbe diventata la città principale della contea. Ma in quasi tutti i casi, i coloni alla fine hanno interrotto l'accesso alle fonti ancestrali di cibo oltre al vero e proprio furto di terra, nonostante gli sforzi di alcuni funzionari del governo e dell'esercito degli Stati Uniti per assistere i popoli nativi o almeno mantenere la pace. Fort Humboldt fu fondato dall'esercito degli Stati Uniti il 30 gennaio 1853, come cuscinetto tra nativi americani, cercatori d'oro e coloni, comandato dal tenente colonnello Robert C. Buchanan del 4º reggimento di fanteria degli Stati Uniti. Il massacro di Wiyot del 1860 ebbe luogo sull'isola indiana nella primavera del 1860, commesso da un gruppo di locali ritenuti composto principalmente da uomini d'affari di Eureka. (I membri maschi della tribù Wiyot avevano lasciato l'isola durante il loro rituale annuale di Capodanno e i vigilanti hanno ucciso fino a 250 bambini, donne e membri anziani della tribù) Il maggiore Gabriel J. Rains, all'epoca comandante di Fort Humboldt, riferì a il suo ufficiale comandante che un gruppo locale di vigilantes aveva deciso di "uccidere ogni pacifico indiano - uomo, donna e bambino".

### Industria del legname
Il primo ufficio postale di Eureka è stato aperto nel 1853 proprio quando la città ha iniziato a scolpire il suo piano a griglia ai margini di una foresta che alla fine avrebbe consumato per alimentare l'edificio di San Francisco e oltre. Molti dei primi immigrati che arrivarono come cercatori d'oro erano anche taglialegna, e il vasto potenziale per l'industria sulla baia fu presto realizzato, soprattutto perché molti speranzosi minatori d'oro si resero conto della difficoltà e della scarsa frequenza di arricchirla nelle miniere. Nel 1854, dopo soli quattro anni dalla fondazione, sette dei nove stabilimenti di trasformazione del legname in legname commerciabile sulla baia di Humboldt erano all'interno di Eureka. Un anno dopo, 140 golette di legname operavano dentro e fuori dalla baia di Humboldt spostando legname dai mulini alle città in piena espansione lungo la costa del Pacifico. Quando nel 1856 fu concesso il charter per Eureka, i mulini attivi all'interno della città avevano una capacità di produzione giornaliera di 220.000 piedi di tavola. Questo livello di produzione, che sarebbe cresciuto in modo significativo e sarebbe continuato per più di un secolo, ha assicurato a Eureka il titolo di "capitale del legno" della California. Eureka era all'apice della rapida crescita dell'industria del legname a causa della sua posizione tra enormi foreste di sequoie costiere e il suo controllo delle principali strutture portuali. I taglialegna hanno abbattuto le enormi sequoie. Decine di ferrovie mobili a scartamento ridotto portavano treni carichi di tronchi e prodotti di legname finiti alla linea ferroviaria principale, che portava direttamente al molo di Eureka e alle golette in attesa. Entro il 1880, le ferrovie alla fine portarono la produzione di centinaia di mulini in tutta la regione a Eureka, principalmente per la spedizione attraverso il suo porto. Dopo i primi anni del 1900, la spedizione dei prodotti avveniva tramite camion, treni e navi da Eureka, Humboldt Bay e altri punti della regione, ma Eureka rimase il centro attivo di tutta questa attività per oltre 120 anni. Questi e altri fattori hanno reso Eureka una città significativa nella prima storia dello stato della California.

### Centro commerciale
In prossimità del lungomare sorgeva un vivace quartiere commerciale con edifici decorati in stile vittoriano, a testimonianza della grande prosperità vissuta durante quest'epoca. Oggi rimangono centinaia di queste case vittoriane, molte delle quali sono state totalmente restaurate e alcune sono rimaste sempre nella loro originaria eleganza e splendore. La rappresentazione di queste case a Eureka, raggruppate con quelle della vicina Arcata e del villaggio vittoriano di Ferndale, sono di notevole importanza per lo sviluppo complessivo dell'architettura vittoriana costruita nella nazione. Il magnifico Carson Mansion sulla 2nd e M Streets, è forse il vittoriano più spettacolare della nazione. La casa fu costruita tra il 1884 e il 1886 dai famosi architetti del XIX secolo Newsom e Newsom per il barone del legname William M. Carson. Questo progetto è stato progettato per tenere impegnati gli operai del mulino e gli artigiani esperti durante un periodo di lentezza del settore. Old Town Eureka, il centro originario di questa frenetica città nel XIX secolo, è stato restaurato ed è diventato un vivace centro artistico. L'area della Città Vecchia è stata dichiarata Distretto Storico dal Registro Nazionale dei Luoghi Storici. Il distretto è composto da oltre 150 edifici, che in totale rappresentano gran parte del nucleo commerciale originale del XIX secolo di Eureka. Questo nesso di cultura dietro la cortina di sequoie contiene ancora gran parte della sua architettura vittoriana, che, se non mantenuta per l'uso originale come edifici commerciali o abitazioni, è stata trasformata in decine di alloggi unici, ristoranti e piccoli negozi caratterizzati da una fiorente industria artigianale di creazioni fatte a mano, dai bicchieri alle stufe a legna, e una grande varietà di arte creata localmente.

### Pesca, spedizione e nautica
La fondazione e il sostentamento di Eureka erano e rimangono legati alla baia di Humboldt, all'Oceano Pacifico e alle industrie correlate, in particolare la pesca. La pesca del salmone sorsero lungo il fiume Eel già nel 1851 e, nel giro di sette anni, 2.000 barili di pesce stagionato e 50.000 libbre (23.000 kg) di salmone affumicato venivano lavorati e spediti ogni anno dalla baia di Humboldt dagli impianti di lavorazione sul molo di Eureka. [senza fonte] Nel 1858 fu varata la prima di molte navi costruite a Eureka, dando inizio a un'industria che durò decine di anni. La baia è anche il sito delle più grandi operazioni di allevamento di ostriche della costa occidentale, che hanno iniziato il loro status commerciale nel diciannovesimo secolo. Eureka è il porto di origine di oltre 100 pescherecci (con un massimo storico di oltre 400 nel 1981) in due moderni porti turistici che possono ormeggiare circa 400 barche entro i limiti della città e almeno altre 50 nel vicino Fields Landing, che è parte della Grande Eureka. Le catture nell'area storicamente includono, tra le altre specie, salmone, tonno, granchio di Dungeness e gamberetti, con sbarchi di pesca totali annuali storici per un totale di circa 36.000.000 di libbre (16.000.000 di kg) nel 1981.

### Espulsione cinese
L'aumento dell'emigrazione dalla Cina alla fine del XIX secolo ha scatenato un conflitto tra coloni bianchi e immigrati, che alla fine ha portato alla legge di esclusione cinese. Le recessioni economiche con conseguente concorrenza per i posti di lavoro hanno portato ad azioni violente contro gli immigrati cinesi, in particolare sulla costa del Pacifico. Nel febbraio 1885, la tensione razziale a Eureka si intensificò quando il consigliere comunale di Eureka David Kendall fu catturato nel fuoco incrociato di due bande cinesi rivali e ucciso. Ciò ha portato alla convocazione di 600 uomini di Eureka e ha provocato l'espulsione forzata permanente di tutti i 480 residenti cinesi della Chinatown di Eureka.
Tra coloro che hanno sorvegliato la prigione della città durante l'apice della tensione sinofobica c'era James Gillett, che divenne governatore della California. L'ordinanza anti-cinese è stata abrogata nel 1959.

### La regina dell'estremo West
Il completamento della Northwestern Pacific Railroad nel 1914 fornì all'industria del legname locale un'alternativa alle navi per il trasporto dei suoi milioni di piedi di bordo di legname per raggiungere i mercati di San Francisco e oltre. Ha anche fornito la prima rotta di terra sicura tra San Francisco ed Eureka per le persone che si avventurano nell'Impero di Redwood. Di conseguenza, la popolazione di Eureka di 7.300 abitanti crebbe a 15.000 in dieci anni. Nel 1922, la Redwood Highway fu completata, fornendo il primo percorso via terra affidabile e diretto per le automobili da San Francisco. Nel 1931, la Eureka Street Railway gestiva quindici tram su dodici miglia (19 km) di binari. Il collegamento di trasporto di Eureka con il mondo "esterno" era cambiato radicalmente dopo più di mezzo secolo di corse sul palco o infido passaggio di navi a vapore attraverso l'Humboldt Bar e sull'Oceano Pacifico a San Francisco. La costruzione dell'Eureka Inn ha coinciso con l'apertura della nuova strada per San Francisco. Come risultato dell'immenso orgoglio civico durante questa era di espansione all'inizio del XX secolo, Eureka si è ufficialmente soprannominata "Regina dell'ultimo West". Era nata l'industria del turismo, l'alloggio per sostenerla e il relativo marketing.

### Dopo la seconda guerra mondiale
L'economia del legname di Eureka fa parte dell'economia del legname del Pacifico nord-occidentale che sale e scende con periodi economici di boom e contrazione. A Eureka, sia l'industria del legname che la pesca commerciale sono diminuite dopo la seconda guerra mondiale.
La tempesta del Columbus Day del 1962 abbatté alberi e causò un'eccedenza nel mercato nazionale del legname, che provocò un aumento delle spedizioni verso i mercati esteri. Il commercio di tronchi con il Giappone e altre nazioni del Pacifico è aumentato. Nonostante molte voci contrarie, poco di questo legno è tornato sui mercati statunitensi. Nel 1989, gli Stati Uniti hanno modificato le leggi sull'esportazione di tronchi, consentendo l'esportazione di legname a basso costo proveniente da terreni pubblici come tronchi grezzi all'estero per aiutare a bilanciare il bilancio federale.
Dopo il 1990, il mercato globale dei tronchi è diminuito e le esportazioni sono diminuite contemporaneamente all'aumento dei prezzi dei tronchi del Pacifico nord-occidentale; principali acquirenti a cercare tronchi meno costosi dal Canada e dal sud degli Stati Uniti. Tuttavia, il dibattito continua tra quattro parti interessate: proprietari di legname, trasformatori nazionali, consumatori e comunità, sull'impatto dell'esportazione di tronchi sull'economia locale. Durante l'intervallo dal 1991 al 2001, la raccolta del legname ha raggiunto il picco nel 1997. Il mercato locale del legname è stato anche colpito dall'acquisizione ostile della Pacific Lumber Company e dalla bancarotta finale.
La pesca locale si è espansa negli anni '70 e all'inizio degli anni '80. Durante gli anni '70, i pescatori di Eureka sbarcano più della metà del pesce e dei crostacei prodotti e consumati in California. Nel 2010 tra 100 e 120 pescherecci commerciali hanno indicato Eureka come porto di partenza. Gli sbarchi più alti di tutte le specie sono stati 36,9 milioni di libbre (16,7 milioni di kg) nel 1981, mentre i più bassi sono stati nel 2001 con 9,4 milioni di libbre (4,3 milioni di kg).
Dopo il 1990, eventi normativi, economici e di altro tipo hanno portato a una contrazione della flotta commerciale locale. Nel 1991 è stato aperto il porto turistico di Woodley Island, che fornisce servizi di attracco per gran parte della flotta commerciale e ricreativa di Eureka. Molte specie sono considerate sovrasfruttate. La pesca ricreativa è aumentata nel tempo. Il cinquanta per cento dei pescatori ricreativi che utilizzano barche locali sono turisti provenienti da fuori dell'area.
L'acquacoltura commerciale di ostriche del Pacifico a Humboldt Bay ha prodotto una media di 7.600.000 libbre (3.400.000 kg) di ostriche dal 1956 al 1965 una media di 844.444 libbre (383.033 kg) all'anno. Nel 2004 sono state raccolte solo 600.000 libbre (270.000 kg). Ostriche e semi di ostriche continuano ad essere esportati da Humboldt Bay. Il valore delle ostriche e delle uova è superiore a $ 6 milioni all'anno. Il consolidamento degli acquirenti e delle strutture di sbarco ha determinato una vulnerabilità locale a eventi imprevisti, portando la città a ottenere finanziamenti per e completare il Terminal dei pescatori sul lungomare che fornirà la gestione del pesce, il marketing e gli spazi pubblici.

### Terremoti significativi
L'area è regolarmente soggetta a forti terremoti poiché è situata all'estremità meridionale della zona di subduzione della Cascadia e vicino alla faglia di Sant'Andrea, che si interfaccia attorno alla tripla giunzione di Mendocino. Il 9 gennaio 2010, un terremoto di magnitudo 6.5 si è verificato a circa 33 miglia (53 km) al largo di Eureka. Dopo due secondi diventava un violento "saltatore", facendo volare gli oggetti; le scosse per lo più verticali da terra hanno portato alla rottura di vetrine nei negozi, al ribaltamento di scaffali in case e negozi ea danni ai dettagli architettonici di numerosi edifici storici. Gli ospedali locali hanno curato per lo più lesioni non gravi e l'energia elettrica era assente su una vasta area. Si sono verificate numerose fughe di gas naturale, ma non si sono verificati incendi. Questo è stato il più grande terremoto recente dalla sequenza del 25-26 aprile 1992. È stato seguito il 4 febbraio 2010, da un terremoto di magnitudo 5,9 che ha colpito circa 35 miglia (56 km) a nord-ovest della comunità di Petrolia e quasi 50 miglia (80 km) a ovest di Eureka. La scossa è stata avvertita entro un raggio di 150 miglia (240 km), a nord fino all'Oregon meridionale e a sud fino alla contea di Sonoma. Il più grande registrato nell'area è stato l'evento di 7,2 Mw dell'8 novembre 1980. I terremoti più grandi possono rappresentare una minaccia di tsunami per le aree costiere.

## Geografia
Eureka si trova a 40 ° 47'24 "N 124° 9'46" W (40.790022, -124.162752).
Secondo lo United States Census Bureau, la città ha un'area totale di 14,5 miglia quadrate (38 km2), di cui 9,4 miglia quadrate (24 km2) di terra e 5,1 miglia quadrate (13 km2) o 35,07% di acqua.
Eureka si trova all'interno della regione dell'Impero di Redwood in California che comprende la costa dell'Oceano Pacifico, la baia di Humboldt e diversi fiumi oltre ai parchi nazionali e statali di Redwood e all'Humboldt Redwoods State Park. La posizione di Eureka sulla US 101 è 283 miglia (455 km) a nord di San Francisco e 315 miglia (507 km) a nord-ovest di Sacramento.
Il porto turistico della città si trova su una delle tre isole in un punto stretto della baia lunga 21 km e aumenta leggermente in elevazione man mano che si estende a nord, sud e soprattutto a est. La città invade dolcemente almeno due miglia (3,2 km) verso est principalmente nelle foreste di seconda crescita di sequoie e abeti di Douglas. La città ha una griglia tradizionale che generalmente si irradia verso i punti cardinali. La maggior parte delle case successive al 1970 sono state costruite in aree boschive precedentemente sgombre.
La transizione tra i confini ufficiali della città e le aree più piccole prive di personalità giuridica è per lo più non distinguibile. Le aree orientali, compresi gli sviluppi appartati su un campo da golf tra o in prossimità di un'estesa foresta di seconda crescita, si sono sviluppate più di recente. Queste nuove case sono state costruite come risultato dell'Eureka Community Plan del 1995 nel tentativo di avvicinare la gente del posto ai centri ricreativi e incoraggiare l'interazione della comunità. La città poi lascia il posto a colline e montagne della catena costiera frastagliata, che superano rapidamente i 2.000 piedi (610 m) di altezza.

## Clima
Eureka gode di un clima mediterraneo mite e temperato fresco d'estate (Classificazione dei climi di Köppen: Csb). A causa dell'influenza dell'Oceano Pacifico, le sue temperature sono molto più fresche di quelle di un tipico clima mediterraneo. Le temperature medie estive a Eureka sono molto più fresche che a New York e Istanbul, che si trovano alla stessa latitudine. Le temperature medie estive di Eureka sono simili a quelle dell'Alaska sud-orientale, Scozia e Irlanda del Nord eo della Terra del Fuoco nell'Argentina meridionale e nel Cile meridionale, che si trovano ben al di sopra del 50º parallelo. Anche le temperature medie invernali sono molto più miti che a New York e Istanbul e, a differenza di queste due città, gelo e neve non si verificano ogni anno. Gli inverni sono miti e piovosi, le estati miti, fresche e secche. La temperatura massima media di dicembre, il mese più freddo, è di 12,8 °C, mentre la temperatura massima media di agosto, il mese più caldo, è di 17,9 °C, che è molto fresca e mite per una zona a una latitudine così meridionale. La variazione stagionale della temperatura è molto contenuta; la differenza tra la media di agosto di 14,7 °C di 58,5 °C e la media di 8,8 °C di dicembre di 47,8 °F è di soli 5,9 °C di 10,7 °F, circa uguale alla variazione di temperatura diurna. Inoltre, Eureka ha un intervallo di temperature molto breve e più mite rispetto alla maggior parte degli Stati Uniti contigui, con le temperature più alte e più basse di tutti i tempi registrate a Eureka di soli 87 °F (30,6 °C) il 26 ottobre 1993, settembre 2, 2017 e 28 settembre 2020,[68] e 20 °F (-6,7 °C) il 14 gennaio 1888, rispettivamente. In media, la temperatura più alta osservata durante tutto l'anno è di soli 26,1 °C (29,1 °C), una delle più miti negli Stati Uniti contigui, mentre in media la temperatura più bassa osservata durante l'anno (il più delle volte di notte) è solo un simile moderato 29 °F (-1,7 °C), producendo un intervallo di temperatura molto breve e mite di circa 50 °F (28 °C) durante tutto l'anno. Inoltre, Eureka rimane l'unica città sulla costa occidentale degli Stati Uniti continentali a non aver mai registrato una temperatura di 90 °F (32,2 °C). Le temperature scendono al congelamento o al di sotto solo poche notti all'anno e le temperature diurne per questi giorni sono in genere temperature miti comprese tra 6,1-14,4 °C (43-58 °F). Le medie della stazione meteorologica del NOAA indicano solo 0,18 pollici (4,6 mm) di pioggia a luglio, che è ben all'interno della gamma mediterranea, solo con aria più fresca e mite rispetto a un tipico clima mediterraneo.
L'area sperimenta la nebbia costiera durante tutto l'anno, specialmente durante l'estate sulla costa, quando le temperature in città rimangono costantemente intorno a 17,8 °C (64 °F). Questo fenomeno, insieme alle fresche brezze dall'Oceano Pacifico, mantiene Eureka relativamente fresca e mite, mentre contrasta con le aree interne anche a poche miglia al di fuori di Eureka, che sono soggette a temperature estreme che spesso superano i 37,8 °C. , causando frequenti differenze di temperatura tra Eureka e le zone interne durante l'estate e l'inizio dell'autunno tra 17 e 22 °C. Nonostante la comune nebbia costiera, Eureka gode in media di circa il 55% di sole possibile all'anno, circa alla pari con città come Calgary, Portland, New York e Chicago.
Le precipitazioni annuali sono in media di 40,3 pollici o 1.024 mm. Le precipitazioni misurabili cadono in media 127,5 giorni all'anno, concentrate pesantemente da ottobre ad aprile. In media, dicembre è il mese più piovoso, con una media di oltre 8 pollici (203,2 mm) di precipitazioni, praticamente tutte piovose. L'anno "pioggia" più piovoso è stato da luglio 1889 a giugno 1890 con 73,30 pollici (1.861,8 mm) e il più secco da luglio 1976 a giugno 1977 con 17,56 pollici (446,0 mm). La massima precipitazione mensile è stata di 23,21 pollici (589,5 mm) nel dicembre 2002. La massima precipitazione nelle 24 ore è stata di 6,79 pollici (172,5 mm) il 27 dicembre 2002. Tuttavia, eventi meteorologici drammatici storici di 100 anni come l'inondazione della settimana di Natale di 1955 e, in particolare, l'alluvione di Natale del 1964, che danneggiò gravemente la regione, potrebbero non trovarsi nei documenti qui elencati. Le nevicate sulla costa si verificano solo in rare occasioni, con una media di 0,2 pollici o 0,51 cm rispetto alle normali 1981-2010, ma solo cinque anni durante quel periodo hanno ricevuto nevicate misurabili. La maggior parte delle nevicate in un mese è stata di 6,9 pollici o 18 cm nel gennaio 1907.
| Stazione meteorologica di Eureka (1991—2020) | Mesi  | Mesi  | Mesi  | Mesi  | Mesi  | Mesi  | Mesi  | Mesi  | Mesi  | Mesi  | Mesi  | Mesi  | Stagioni | Stagioni | Stagioni | Stagioni | Anno    |
| Stazione meteorologica di Eureka (1991—2020) | Gen   | Feb   | Mar   | Apr   | Mag   | Giu   | Lug   | Ago   | Set   | Ott   | Nov   | Dic   | Inv      | Pri      | Est      | Aut      | Anno    |
| -------------------------------------------- | ----- | ----- | ----- | ----- | ----- | ----- | ----- | ----- | ----- | ----- | ----- | ----- | -------- | -------- | -------- | -------- | ------- |
| T. max. media (°C)                           | 12,8  | 13,0  | 13,4  | 14,1  | 15,3  | 16,6  | 17,3  | 17,8  | 17,7  | 16,6  | 14,3  | 12,6  | 12,8     | 14,3     | 17,2     | 16,2     | 15,1    |
| T. media (°C)                                | 8,8   | 9,1   | 9,6   | 10,4  | 12,1  | 13,3  | 14,3  | 14,7  | 14,0  | 12,4  | 10,3  | 8,6   | 8,8      | 10,7     | 14,1     | 12,2     | 11,5    |
| T. min. media (°C)                           | 4,9   | 5,2   | 5,8   | 6,8   | 8,7   | 10,1  | 11,3  | 11,7  | 10,3  | 8,2   | 6,2   | 4,4   | 4,8      | 7,1      | 11,0     | 8,2      | 7,8     |
| T. max. assoluta (°C)                        | 26    | 29    | 26    | 27    | 29    | 29    | 25    | 28    | 31    | 31    | 27    | 25    | 29       | 29       | 29       | 31       | 31      |
| T. min. assoluta (°C)                        | −7    | −4    | −2    | −1    | 4     | 4     | 6     | 7     | 2     | 0     | −3    | −6    | −7       | −2       | 4        | −3       | −7      |
| Precipitazioni (mm)                          | 169   | 143   | 146   | 92    | 42    | 18    | 4,6   | 4,6   | 17,0  | 69,0  | 124,0 | 206,0 | 518,0    | 280,0    | 27,2     | 210,0    | 1 035,2 |
| Giorni di pioggia                            | 16,5  | 15,4  | 16,0  | 13,8  | 9,3   | 5,5   | 3,0   | 3,5   | 4,7   | 8,7   | 14,3  | 17,1  | 49,0     | 39,1     | 12,0     | 27,7     | 127,8   |
| Nevicate (cm)                                | 0     | 0     | 0     | 0     | 0     | 0     | 0     | 0     | 0     | 0     | 0     | 0     | 0        | 0        | 0        | 0        | 0       |
| Giorni di neve                               | 0,1   | 0,0   | 0,0   | 0,0   | 0,0   | 0,0   | 0,0   | 0,0   | 0,0   | 0,0   | 0,0   | 0,0   | 0,1      | 0,0      | 0,0      | 0,0      | 0,1     |
| Ore di soleggiamento mensili                 | 140,1 | 143,7 | 207,4 | 253,1 | 280,5 | 277,7 | 273,4 | 236,5 | 220,3 | 175,8 | 131,3 | 126,2 | 410,0    | 741,0    | 787,6    | 527,4    | 2 466,0 |

## Dati demografici
La popolazione della città era di 27.191 al censimento del 2010, rispetto ai 26.128 del censimento del 2000, con un aumento del 4,1%, e la popolazione della Grande Eureka era di 45.034 al censimento del 2010, rispetto ai 43.452 del censimento del 2000, che rappresentavano un 3,6 % aumentare.
Secondo un rapporto della città di Eureka, l'area della Greater Eureka include in minima parte i quartieri adiacenti o vicini non incorporati e le aree popolate definite dal censimento di Bayview, Cutten, Elk River, Freshwater, Humboldt Hill, Indianola, Myrtletown, Pine Hill, Ridgewood Heights, e Rosewood, che hanno tutti indirizzi Eureka, codici postali e numeri di telefono specifici di Eureka. L'area della Greater Eureka costituisce il più grande insediamento urbano sulla costa del Pacifico tra San Francisco e Portland. Quest'area è simile a quella che il censimento degli Stati Uniti definisce ufficialmente come Eureka UC (cluster urbano), che è un "nucleo densamente abitato di tratti e/o blocchi di censimento che soddisfano i requisiti minimi di densità di popolazione, insieme al territorio adiacente contenente aree non residenziali usi del suolo urbano e territorio a bassa densità di popolazione inclusi per collegare il territorio periferico densamente abitato con il nucleo densamente abitato" fino a 50.000 abitanti. Le comunità sulla baia di Manila, Samoa e Fairhaven (tutte nella penisola di Samoa), e King Salmon e Fields Landing (entrambe situate a sud della città) e le comunità elencate sopra, con l'eccezione di Elk River e Freshwater, sono mostrate far parte del Cluster Urbano Eureka. Eureka è la città più grande dell'area micropolita Eureka-Arcata-Fortuna, un costrutto dell'U.S. Census Bureau, che è sinonimo della contea di Humboldt.

### Dati del censimento del 2000
Al censimento del 2000, c'erano 26.128 persone. La densità di popolazione era di 2,764,5 persone per miglio quadrato (1,067,5 / km2). C'erano 11.637 unità abitative con una densità media di 1.231,3 per miglio quadrato (475,5/km2). La composizione razziale della città era l'88,5% di bianchi, l'1,2% di neri o afroamericani, il 4,2% di nativi americani, il 2,6% di asiatici, lo 0,3% di isolani del Pacifico, il 2,7% di altre razze e il 5,10% di due o più razze. Ispanici o latini di qualsiasi razza erano il 10,8% della popolazione.
C'erano 10.957 famiglie, di cui il 25,8% aveva figli di età inferiore ai 18 anni che vivevano con loro, il 34,8% erano coppie sposate che vivevano insieme, il 14,0% aveva una donna capofamiglia senza marito presente e il 46,3% erano non famiglie. Il 35,3% di tutte le famiglie era composto da individui e l'11,8% aveva qualcuno che viveva da solo di età pari o superiore a 65 anni. La dimensione media della famiglia era 2,26 e la dimensione media della famiglia era 2,93. In città, la dispersione della popolazione era del 22,4% di età inferiore ai 18 anni, 11,6% da 18 a 24, 28,9% da 25 a 44, 23,5% da 45 a 64 e 13,7% di età pari o superiore a 65 anni. L'età media era di 37 anni. Per ogni 100 femmine, c'erano 98,1 maschi. Per ogni 100 femmine dai 18 anni in su, c'erano 95,7 maschi.
Il reddito medio per una famiglia in città era di $ 25.849 e il reddito medio per una famiglia era di $ 33.438. I maschi avevano un reddito medio di $ 28.706 contro $ 22.038 per le femmine. Il reddito pro capite per la città era di $ 16.174. Circa il 15,8% delle famiglie e il 23,7% della popolazione erano al di sotto della soglia di povertà, compresi il 29,6% di quelli di età inferiore ai 18 anni e l'11,1% di quelli di età pari o superiore a 65 anni.

### Dati del censimento 2010
Il censimento degli Stati Uniti del 2010 ha riportato che Eureka aveva una popolazione di 27.191 abitanti. La densità di popolazione era di 1.881,3 persone per miglio quadrato (726,4 / km2). La composizione razziale di Eureka era di 21.565 (79,3%) bianchi, 514 (1,9%) afroamericani, 1.011 (3,7%) nativi americani, 1.153 (4,2%) asiatici, 176 (0,6%) delle isole del Pacifico, 1.181 (4,3%) da altre razze, e 1.591 (5,9%) da due o più gare. Gli ispanici o latini di qualsiasi razza erano 3.143 persone (11,6%).
Il censimento ha riportato che 25.308 persone (93,1% della popolazione) vivevano in famiglie, 1.434 (5,3%) vivevano in quartieri di gruppo non istituzionalizzati e 449 (1,7%) erano istituzionalizzati.
C'erano 11.150 famiglie, di cui 2.891 (25,9%) avevano figli di età inferiore ai 18 anni che vivevano in esse, 3.554 (31,9%) erano coppie sposate di sesso opposto che vivevano insieme, 1.449 (13,0%) avevano una capofamiglia senza marito presenti, 710 (6,4%) avevano un capofamiglia maschio senza moglie presente. C'erano 1.161 (10,4%) unioni di sesso opposto non sposate e 146 (1,3%) coppie sposate o unioni di persone dello stesso sesso. 3.971 nuclei familiari (35,6%) erano composti da individui e 1.183 (10,6%) avevano una persona che viveva da sola di età pari o superiore a 65 anni. La dimensione media della famiglia era di 2,27. C'erano 5.713 famiglie (51,2% di tutte le famiglie); la dimensione media della famiglia era di 2,93.
La dispersione della popolazione è stata di 5.431 persone (20,0%) di età inferiore ai 18 anni, 3.102 persone (11,4%) di età compresa tra 18 e 24 anni, 8.021 persone (29,5%) di età compresa tra 25 e 44 anni, 7.422 persone (27,3%) di età compresa tra 45 e 64 anni e 3.215 persone (11,8%) di età pari o superiore a 65 anni. L'età media era di 36,2 anni. Per ogni 100 femmine, c'erano 106,0 maschi. Per ogni 100 femmine dai 18 anni in su, c'erano 105,7 maschi. C'erano 11.891 unità abitative con una densità media di 822,7 per miglio quadrato (317,6/km2), di cui 11.150 occupate, di cui 4.829 (43,3%) occupate dai proprietari e 6.321 (56,7%) occupate da affittuari. Il tasso di sfitto del proprietario di casa era del 2,0%; il tasso di locazione vacante è stato del 3,7%. 11.251 persone (41,4% della popolazione) vivevano in unità abitative occupate dai proprietari e 14.057 persone (51,7%) vivevano in unità abitative in affitto.

## Economia
La base economica della città era fondata sul legname e sulla pesca e forniva l'estrazione dell'oro nell'entroterra. L'estrazione dell'oro è diminuita rapidamente nei primi anni, e anche le attività di legname e pesca sono diminuite, specialmente negli ultimi decenni del ventesimo secolo. Oggi le principali industrie sono il turismo, il legname (in valore) e la sanità e i servizi (in numero di posti di lavoro). I principali datori di lavoro oggi in Eureka includono le seguenti entità governative: College of the Redwoods, The County of Humboldt e Humboldt County Office of Education. L'ospedale St. Joseph è il più grande datore di lavoro privato di Eureka.

## Governo

### Il governo locale
La città di Eureka ha un sistema di governo del sindaco-consiglio. Il potere primario spetta ai cinque membri del consiglio, divisi in cinque rioni. Il sindaco ha il potere di nominare, così come le funzioni cerimoniali, sebbene il lavoro includa la presidenza delle riunioni del consiglio e l'incontro con i dignitari in visita. Gli affari ufficiali della città sono amministrati dall'ufficio del direttore cittadino. Il Consiglio comunale di Eureka si riunisce regolarmente il 1º e il 3º martedì del mese alle 17:30 in sessione chiusa e alle 18:30 in sessione aperta. Le sessioni aperte sono aperte al pubblico.

### Stato e governo federale
Eureka si trova nel 2º distretto del Senato, rappresentato dal democratico Mike McGuire, e nel 2º distretto dell'Assemblea, rappresentato dal democratico Jim Wood. A livello federale, Eureka si trova nel 2º distretto congressuale della California, rappresentato dal democratico Jared Huffman.

## Formazione scolastica
Le istituzioni di istruzione superiore includono il College of the Redwoods e la Humboldt State University di Arcata. Il College of the Redwoods gestisce anche un campus satellite in centro.
Eureka City Schools, il distretto scolastico più grande della regione, amministra le scuole pubbliche della città. Eureka High School riceve tutti gli studenti delle scuole di grammatica della città e tutti quelli delle vicine comunità prive di personalità giuridica. Le scuole specifiche includono: Alice Birney Elementary, Grant Elementary, Lafayette Elementary, Washington Elementary, Winship Middle School, Zane Middle School, Eureka High School, Humboldt Bay High School, Zoe Barnum High School, Eureka Adult School e Winzler Children's Center. Gli uffici distrettuali si trovano nella Marshall School ristrutturata, che contiene anche il Marshall Family Resource Center, un sito progettato per offrire programmi a sostegno dei genitori e delle famiglie.

## Shopping
Il principale centro commerciale della costa settentrionale, il Bayshore Mall, è il più grande a nord dell'area della baia di San Francisco, sulla costa della California. Il centro commerciale dispone di oltre 70 negozi, che è ancorato da Kohl's e Walmart. TJ Maxx e Ulta sono stati aperti nel 2013. Altre importanti aree e centri commerciali includono Henderson Center, Eureka Mall, Burre Center e Downtown e Old Town Eureka.

## Società

### Evoluzione demografica
Secondo il censimento del 2010, gli abitanti erano 27.191.

### Etnie e minoranze straniere
Secondo il censimento del 2010, la composizione etnica della città era formata dal 79,3% di bianchi, dall'1,9% di afroamericani, dal 3,7% di nativi americani, dal 4,2% di asiatici, dallo 0,6% di oceaniani, dal 4,3% di altre etnie e il 5,9% di due o più etnie. Ispanici o latinos di qualunque etnia erano l'11,6% della popolazione.

## Amministrazione

### Gemellaggi
- Kamisu
- Nelson